# Adalberto Libera
Adalberto Libera (* 16. Juli 1903 in Villa Lagarina bei Trient; † 17. März 1963 in Rom) war ein bedeutender italienischer Architekt, der dem Italienischen Rationalismus zugerechnet wird. Er baute in der Zeit des Faschismus Funktionsgebäude und war danach im Sozialen Wohnungsbau aktiv. 

## Biographie

Strandvilla für die Società Tirrena, Typ A, Rom-Ostia 1932

Schon 1927, während seines Studiums in Parma (Istituto Statale d’Arte, 1925) und Rom (Scuola Superiore di Architettura, 1928), schloss sich Adalberto Libera dem Gruppo 7 an. 1930 wurde er zum Sekretär dieser Architektengruppe, die sich ab diesem Jahr M.I.A.R. nannte (Movimento Italiano di Architettura Razionale, übersetzt etwa „Italienische Bewegung für Rationale Architektur“).
Von Ludwig Mies van der Rohe wurde er 1927 zur Stuttgarter Werkbund-Ausstellung eingeladen. In Rom organisierte er 1928 zusammen mit Gaetano Minucci die erste Ausstellung der Architettura Razionale, auch an der Organisation der zweiten, am 30. März 1931 in Rom eröffneten Ausstellung war er beteiligt.
Auf dieser zweiten Ausstellung bezog die M.I.A.R eine deutliche politische Position und veröffentlichte ein an Benito Mussolini gerichtetes Manifest, welches neben ihrer Vision einer modernen Staatsbaukunst auch ein klares Bekenntnis zum Faschismus enthielt. Aufgrund der scharfen Abgrenzung von den Architekten der vorherrschenden Scuola Romana (Römischen Schule) um Marcello Piacentini, deren monumentale Bauten in der Ausstellung mit einer Fotomontage tavolo degli orrori (Tafel der Scheußlichkeiten) verunglimpft wurden, wurde die M.I.A.R. am 9. Mai 1931 jedoch vom nationalen faschistischen Architektenverband aufgelöst.
Trotz dieser (künstlerischen) Auseinandersetzungen stand Libera der faschistischen Partei Italiens nahe, für die er ab 1932 als künstlerischer Berater tätig war. So war er 1932 zusammen mit Mario De Renzi, mit dem er zu dieser Zeit auch am Entwurf für den Palazzo delle Poste in der Via Marmorata in Rom arbeitete, wesentlich an der Gestaltung der offiziellen Ausstellung anlässlich des zehnjährigen Jubiläums der faschistischen Machtübernahme beteiligt. Zudem realisierte er hier zusammen mit dem futuristischen Szenografen Antonio Valente auch den Kultraum für die Gefallenen der faschistischen Revolution und schuf damit einen Prototyp für runde faschistische Kulträume. Auch die italienischen Pavillons auf der Weltausstellung in Chicago (1933) und Brüssel (1935) entstanden in Zusammenarbeit mit De Renzi. Ein weiterer wichtiger Entwurf der 1930er Jahre war der Kongresspalast für die für 1942 geplante Weltausstellung E42 in Rom (Fertigstellung nach 1951), mit dem er einen wesentlichen Beitrag zur gestalterischen Umsetzung der faschistischen Architekturpolitik leistete.
Ende der dreißiger Jahre unterstützte Libera den Schriftsteller Curzio Malaparte auf Capri beim Entwurf der durch den Film Die Verachtung von Jean-Luc Godard international berühmt gewordenen roten Villa.
Neben dem Sozialen Wohnungsbau (Cagliari, 1950–1953) und der Wohnbebauung Unità d’abitazione orizzontale innerhalb der Wohnsiedlung Tuscolano in Rom ist das Amtsgebäude der Autonomen Region Trentino-Südtirol in Trient ein wichtiger Nachkriegsentwurf (1954–1962). Zu Liberas Spätwerk zählen die König-Christus-Kathedrale in La Spezia (1956–1969) sowie seine 1960 realisierten Wohnbauten für das olympische Dorf in Rom.
Adalberto Libera, der neben Giuseppe Terragni zu den wichtigsten Vertretern der italienischen Architektur der Moderne zählt, verstarb kurz vor seinem 60. Geburtstag am 17. März 1963 in Rom.

## Bedeutende Bauwerke
- 1932–1934 Wohnhäuser für die Gesellschaft Tirrena in Ostia
- 1933–1935 Palazzo delle Poste (Postamt) in der Via Marmorata, Rom (mit Mario De Renzi)
- 1937–1940 Projekt für einen Eingangsbogen der Weltausstellung E.U.R. in Rom (nicht realisiert)
- 1938–1940 Villa Malaparte auf Capri (Entwurf, nicht realisiert)[5][6]
- 1937–1951 Kongresspalast in Rom
- 1950–1953 Wohnanlage in Trient
- 1950–1954 Unità d’abitazione orrizontale in der Wohnsiedlung Tuscolano in Rom[7]
- 1958–1960 Wohnbauten für das Olympische Dorf in Rom
- 1954–1962 Amtsgebäude der Autonomen Region Trentino-Südtirol in Trient
- 1956–1969 Kathedrale Cristo Re in La Spezia[8]